# دانابيك سوزانوف
دانابيك سوزانوف مواليد 26 ديسمبر 1984، هو ملاكم محترف كازاخستاني. شارك في دورة الألعاب الأولمبية الصيفية سنة 2012. حقق الميدالية البرونزية في دورة الألعاب الآسيوية 2010.

## الميداليات
| الميدالية | المسابقة                   |
| --------- | -------------------------- |
| برونزية   | دورة الألعاب الآسيوية 2010 |

## روابط خارجية
- دانابيك سوزانوف على موقع أوليمبيديا (الإنجليزية)